# Corps de Garde
Corps de Garde är ett berg i Mauritius. Det ligger i den västra delen av landet, 12 km sydväst om huvudstaden Port Louis. Toppen på Corps de Garde är 720 meter över havet, eller 403 meter över den omgivande terrängen. Bredden vid basen är 2,5 kilometer. Corps de Garde ligger på ön Mauritius.
Terrängen runt Corps de Garde är kuperad åt sydost, men åt nordväst är den platt. Runt Corps de Garde är det ganska tätbefolkat, med 104 invånare per kvadratkilometer. Närmaste större samhälle är Quatre Bornes, 3,6 km öster om Corps de Garde. Omgivningarna runt Corps de Garde är en mosaik av jordbruksmark och naturlig växtlighet.